# Квадратура (астрономія)

Ілюстрація східної і західної квадратур зовнішньої планети (наприклад, Марса)

Квадратура — конфігурація зовнішньої планети (тобто планети, більш віддаленої від Сонця, ніж Земля), коли кутова відстань планети від Сонця дорівнює 90°. Якщо планета в цей час перебуває на схід від Сонця, конфігурацію називають східною квадратурою, а якщо на захід — західною квадратурою. У східній квадратурі різниця екліптичних довгот Сонця й планети становить близько -90°, а в західній — близько +90°.
Аналогічно визначають квадратури Місяця, астероїдів, комет та інших тіл у Сонячній системі.
Термін походить від лат. quadratura — «надання квадратної форми».
Іноді виділяють також напівквадратури, коли кут між планетою (чи Місяцем) і Сонцем становить 45°, і полуторні квадратури[усталений термін?] (кут 135°)[джерело?].
Для внутрішніх планет квадратури неможливі, але у Венери бувають напівквадратури. Це відбувається поблизу її східної або західної елонгації (її елонгації досягають 48°).

## Місячні квадратури

Місяць у різних положеннях відносно Сонця, вид з боку північного полюса Землі. Східна (3) та західна (7) квадратури; східна (2) та західна (8) напівквадратури; східна (4) та західна (6) полуторні квадратури

У квадратурах видима частина Місяця освітлена Сонцем наполовину. Під час східної квадратури Місяць перебуває в першій чверті, під час західної квадратури — в останній чверті. Припливи в цей час мають мінімальну амплітуду (так звані квадратурні припливи), оскільки хвилі місячних та сонячних припливів перебувають у протифазі.